# Noturus flavipinnis
Noturus flavipinnis és una espècie de peix de la família dels ictalúrids i de l'ordre dels siluriformes.

## Morfologia
Els mascles poden assolir els 15 cm de llargària total.

## Distribució geogràfica
Es troba a Nord-amèrica: Virgínia, Tennessee i Geòrgia (Estats Units).